# Джапаров, Тувакмамед
Тувакмамед Аманбердыевич Джапаров (туркм. Tuwakmämmet Japarow) — туркменский государственный деятель.

## Карьера
Родился в 1967 году в селе Узынсув Балканского велаята.
Трудовую деятельность начал в 1984 году слесарем автотранспортного управления объединения «Туркменнебит» в городе Балканабаде. После завершения в 1987 году прохождения военной службы получал высшее образование. Окончил два вуза: в 1991 году — Московский инженерно-строительный институт, в 1993 — Туркменский политехнический институт (специальность — инженер-механик).
После окончания института в 1993—1999 гг. вновь работал в Балканабаде председателем акционерного общества «Ярдам», бухгалтером треста «Балканнебитгазгурлушык», инспектором, а затем заведующим отделом государственной налоговой службы по Балканскому велаяту.
С 1999 года по 2005 год — ведущий специалист Кабинета Министров Туркменистана. В 2005 году назначен заместителем министра экономики и финансов Туркменистана. С февраля 2007 года — первый заместитель министра экономики и финансов Туркменистана.
В ноябре 2007 года назначен председателем Высшей контрольной палаты Туркменистана. После выступления Тувакмамеда Джапарова 14 апреля 2008 года на заседании Кабинета министров, указавшего в своём отчёте на низкое качество услуг сотовой связи в стране, невыполнение государственных программ в части обеспечения населения мобильными телефонами, низкое качество и недостаточное количество таксофонов в Туркмении, вице-премьер Курбанназар Аширов, курировавший в стране развитие связи, был уволен «за серьёзные недостатки, допущенные в работе».
15.01.2009 — 08.07.2011 — заместитель Председателя Кабинета министров Туркменистана. 5 ноября 2010 года получил выговор президента Туркмении Бердымухамедова «за ослабление контроля за деятельностью подведомственных ему организаций». 6 июня 2011 года получил строгий выговор от президента Гурбангулы Бердумухамедова за ослабление контроля деятельности финансово-экономических учреждений, в особенности — банковской сферы.
08.07.2011 — 10.01.2014 — Председатель Центрального Банка Туркменистана. Уволен за недостатки в работе.

## Награды
- Медаль «За любовь к Отечеству» (2009)